# 荻窪東亜会館
荻窪東亜会館（おぎくぼとうあかいかん）は、日本の総合レジャービルである。1972年（昭和47年）7月、東亜興行が東京都杉並区上荻に新築・開業、映画館荻窪オデヲン座（おぎくぼオデオンざ）ならびに荻窪東映劇場（おぎくぼとうえいげきじょう、のちの荻窪映画劇場）、ボウリング場荻窪トーアボウル（おぎくぼトーアボウル）を同ビル内に開業した。2009年から2015年まで同社の本社所在地でもあった。
本項では、荻窪オデヲン座、荻窪映画劇場（おぎくぼえいがげきじょう）等、かつて同会館に存在した映画館、荻窪松竹劇場（おぎくぼしょうちくげきじょう）、荻窪東映大映劇場（おぎくぼとうえいだいえいげきじょう）等、同会館開業前に同地に存在した映画館についても詳述する。

## 沿革
開業前

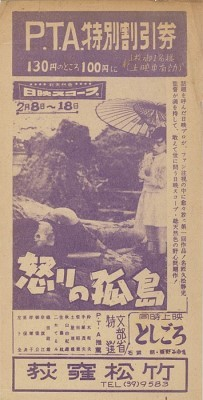
同館が荻窪松竹劇場の時代、1958年（昭和33年）1月に発行した『怒りの孤島』『としごろ』のための「PTA特別割引券」。

- 1957年12月28日 - 東亜興行が荻窪東映劇場・荻窪松竹劇場を開館[9][10]
- 1966年前後 - 荻窪東映劇場・荻窪松竹劇場を荻窪東映大映劇場・荻窪オデヲン座に改称[10]
- 1971年 - リニューアルを前提に休館・取壊

開業後
- 1972年7月 - 上記跡地に荻窪東亜会館を新築・開業とともに荻窪オデヲン座・荻窪東映劇場を開館、荻窪トーアボウルを開業[1][3][4][5][6]
- 1984年前後 - 荻窪東映劇場が荻窪映画劇場と改称[1][7]
- 1991年 - 荻窪オデヲン座・荻窪映画劇場を閉館[1][8]
- 1992年2月 - 地下の映画館跡にオーツーゴルフレンジ・レストランオーツーを開業[1]
- 2009年 - 東亜興行の本社機構を歌舞伎町から同館に移転[1][2][11]
- 2010年3月 - 荻窪トーアボウルを閉館[12]

## データ
- 所在地 : 東京都杉並区上荻1丁目10番12号[2]
北緯35度42分17.79秒 東経139度37分7.81秒 / 北緯35.7049417度 東経139.6188361度
- 建築構造 : 鉄筋、地上5階・地下3階
- 経営 : 東亜興行株式会社 （本社同会館2階）
- 映画館（1972年 - 1991年）・観客定員数 : 
  - 荻窪オデヲン座（地下） : 220人（1991年[13]）
  - 荻窪映画劇場（地下） : 不明

## フロア
下記の表は、フロアのおもな変遷である。
| フロア     | 2016年                                               | 2013年                                               | 2010年                                    | 1992年                                  | 1972年                      | 備考                                                 |
| ---------- | ---------------------------------------------------- | ---------------------------------------------------- | ----------------------------------------- | --------------------------------------- | --------------------------- | ---------------------------------------------------- |
| 屋上       | 荻窪オスローバッティングセンター                     | 荻窪オスロー バッティングセンター                    | 荻窪オスロー バッティングセンター         | -                                       | -                           |                                                      |
| 4階        | 荻窪インドアテニススクール                           | 荻窪インドア テニススクール                          | 荻窪インドア テニススクール               | -                                       | 荻窪トーアボウル            |                                                      |
| 3階        | B-PUMP 荻窪店                                        | ワイプ荻窪西口駅前店 魚民荻窪西口駅前店 ほか飲食店街 | -                                         | 荻窪トーアボウル                        | -                           | 「ワイプ荻窪西口駅前店」 2015年2月1日閉店            |
| 2階        | オリエンタルパサージュ荻窪426 カラオケ館荻窪店       | 東亜興行本社 カラオケ館荻窪店                        | 東亜興行本社 荻窪トーアボウル             | 荻窪トーアボウル                        | 荻窪トーアボウル            | 「オリエンタルパサージュ 荻窪426」 2015年11月1日開店 |
| 1階        | オリエンタルパサージュ荻窪426 マクドナルド荻窪西口店 | 荻窪東亜会館駐車場 マクドナルド荻窪西口店            | 荻窪東亜会館駐車場 マクドナルド荻窪西口店 | -                                       | -                           | 「オリエンタルパサージュ 荻窪426」 2015年11月1日開店 |
| 地下1・2階 | オーツーゴルフレンジ レストランオーツー              | オーツーゴルフレンジ レストランオーツー              | オーツーゴルフレンジ レストランオーツー   | オーツーゴルフレンジ レストランオーツー | 荻窪東映劇場 荻窪オデヲン座 |                                                      |

## 概要

### 前史
第二次世界大戦前、1930年代までの荻窪駅近辺には映画館は皆無で、西隣の西荻窪駅周辺には、1927年（昭和2年）前後の時期、井荻町大字上荻窪957番地（のちの井荻町西荻窪957番地）に石井興行部が西武キネマを開館、同館は1930年（昭和5年）に西荻興行に経営が変わり、西荻窪富士館に改称したが、同館があるだけであった。第二次世界大戦が始まる1942年（昭和17年）までには、隣の西荻窪駅周辺には西荻館（西荻窪2丁目57番地）、西荻日活館（大宮前町6丁目319番地、戦後のシネマ西荻）と2館になり、そのころになって初めて、荻窪駅周辺に初めて映画館、高砂館（天沼1丁目86番地、経営・長谷川新蔵）ができている。
戦後も、西荻窪駅周辺には戦前からの西荻館、シネマ西荻（戦前の西荻日活館）が残ったが、荻窪駅周辺には、戦前の高砂館はすでになく、1954年（昭和29年）までに存在したのは、荻窪文化劇場（荻窪3丁目90番地）の1館のみであった。1955年（昭和30年）前後には洋画劇場である荻窪スター座が開館、荻窪駅周辺に2館が成立している。1956年（昭和31年）7月、武蔵商事が荻窪駅北口すぐ前、現在の荻窪タウンセブン（上荻1丁目9番1号）の位置に荻窪東宝・荻窪パルナス（名画座パルナス）の2館を開館、荻窪文化劇場、荻窪スター座とあわせて4館になった。
1957年（昭和32年）12月28日、東亜興行が、国鉄（現在のJR東日本）中央線の荻窪駅西口（北側）至近に、東映系・松竹系の封切館として、木造の映画館荻窪東映劇場・荻窪松竹劇場を同地に開館している。いずれも全国一斉公開のブロックブッキングに組み込まれ、たとえば後者では、1958年（昭和33年）2月8日に松竹が配給して全国一斉公開された『怒りの孤島』（製作日映、監督久松静児） と『としごろ』（監督穂積利昌） を二本立て封切している。1966年（昭和41年）前後に、荻窪東映劇場・荻窪松竹劇場を荻窪東映大映劇場・荻窪オデヲン座に改称した。荻窪オデヲン座は「オデヲン・チェーン」の一角として、外国映画（洋画）の三番館、つまりロードショーを終えた作品をその2週後に上映する劇場であった。立松和平が荻窪東映劇場で上映される東映のやくざ映画を観ていたころは、まだ駅前に露店のマーケットがあったという。1967年（昭和42年）に荻窪東宝・荻窪パルナスは閉館・取壊しになり同年11月、荻窪タウンセブンの前身の武蔵ビルが建っている。
1971年（昭和46年）、荻窪東映大映劇場・荻窪オデヲン座は、リニューアルを前提に映画館を閉じた。

### 荻窪東亜会館
1972年（昭和46年）7月、従来の映画館の跡地に荻窪東亜会館を新築・開業、それとともに、同会館内に「オデヲン・チェーン」の荻窪オデヲン座、東映系封切館の荻窪東映劇場を開館、ボウリング場の荻窪トーアボウルを開業している。1984年（昭和59年）前後、荻窪東映劇場を荻窪映画劇場と改称している。
1991年（平成3年）4月7日には荻窪オデヲン座・荻窪映画劇場を閉館。オデヲン座の最終上映作品は『ドラえもん のび太のドラビアンナイト』（芝山努監督）であった。その後荻窪駅近辺の映画館は、成人映画館となった荻窪スター座のみが残り、1990年代の半ばには同館も閉館している。両館の存在した同会館の地下には、1992年（平成4年）2月、室内ゴルフ施設「オーツーゴルフレンジ」、レストランのレストランオーツーを開業した。
2009年（平成21年）11月30日、新宿オデヲン座等の映画館ほかを経営した「第一東亜会館」を全面閉館するとともに、東亜興行の本社機構を歌舞伎町から荻窪東亜会館に移転した。2010年（平成22年）3月には、2階で同社が経営していた荻窪トーアボウルを閉館した。2016年（平成28年）5月現在、地下1-2階には「オーツーゴルフレンジ」「レストランオーツー」、1階にはパチンコホール「オリエンタルパサージュ荻窪426」 とマクドナルド荻窪西口店、2階にはオリエンタルパサージュ荻窪426 およびカラオケ館荻窪店、4階には荻窪インドアテニススクール、屋上には荻窪オスローバッティングセンター がそれぞれ入居している。